# Bård Finne
Bård Finne (ur. 13 lutego 1995 w Bergen) – norweski piłkarz grający na pozycji napastnika w SK Brann. Treningi piłkarskie rozpoczynał w Nymark IL, następnie grał w SK Brann, w barwach którego zadebiutował w Tippeligaen, a także w niemieckich klubach 1. FC Köln i 1. FC Heidenheim. Następnie wrócił do Norwegii i został zawodnikiem Vålerenga Fotball. Później trafił do duńskiego SønderjyskE Fodbold, a następnie wrócił do Brann. Reprezentował Norwegię w kadrach od U-15 do U-21, a w 2023 roku zadebiutował w dorosłej reprezentacji.

## Dzieciństwo
Urodził się 13 lutego 1995 w Bergen. Dorastał niedaleko Brann Stadion. Jego rodzice pochodzili z Voss. W dzieciństwie uprawiał lekkoatletykę i biegi narciarskie, jednakże w wieku 12 lat zdecydował się na piłkę nożną. W biegach narciarskich został mistrzem regionu (reprezentował Voss IL).

## Kariera klubowa

### Początki
W młodości wraz z Andreasem Vindheimem i Kasprem Skaanesem grał dla Nymark IL. W 2009 cała trójka dołączyła do młodzieżowej drużyny Brann. Zanim Finne podpisał profesjonalny kontrakt z Brann, grał w drużynie rezerw. Był obserwowany przez NEC Nijmegen i prowadzone przez Ole Gunnara Solskjæra Molde FK.

### 2012-2013: SK Brann
We wrześniu 2012 młody zawodnik podpisał profesjonalny kontrakt z Brann, jednakże zadebiutował w tym klubie już wcześniej – 10 maja 2012 w wygranym 6:1 meczu Pucharu Norwegii z Florø SK, w którym strzelił gola. W Tippeligaen zadebiutował 23 maja 2012 w wygranym 2:0 spotkaniu z Fredrikstad FK, a pierwsze dwa gole zdobył 23 września 2012 w wygranym 2:1 meczu z Rosenborg BK. W sezonie 2012 jako profesjonalista wystąpił w 5 meczach i strzelił 3 gole. Po dobrych występach prasa zaczęła nazywać go „lisem pola karnego”.
W sezonie 2013 pierwszy mecz rozegrał przeciwko Lillestrøm SK w czwartej kolejce norweskiej ekstraklasy, w którym zmienił Kristoffera Larsena w 68. minucie meczu. W pierwszej rundzie Pucharu Norwegii 2013 strzelił 4 gole w wygranym 14:0 meczu przeciwko Hovding IL, natomiast w drugiej rundzie pucharu strzelił 2 gole w wygranym 6:1 meczu z Øystese IL. 16 maja 2013 zdobył kolejną bramkę w wygranym 2:0 spotkaniu z Aalesunds FK, natomiast dziesięć dni później strzelił gola w wygranym 3:1 meczu z Sarpsborg 08 FF. W czerwcu 2013 odrzucił propozycję przedłużenia kontraktu. Kibice klubu nie byli zadowoleni z chęci odejścia piłkarza i buczeli na niego, gdy wchodził na boisko za Martina Pušicia w meczu z Sandnes Ulf 29 czerwca 2013, jednakże on odpowiedział im hat-trickiem w wygranym 6:1 spotkaniu. W sierpniu 2013 podpisał trzyipółletni kontrakt z FC Köln, który zaczął obowiązywać 1 stycznia 2014.

### 2014-2015: FC Köln
W nowej drużynie zadebiutował 31 stycznia 2014 w wygranym 1:0 sparingu z Austrią Wiedeń. Norweg wszedł na boisko w 75. minucie, a 10 minut później strzelił jedynego gola. W 2. Bundeslidze zadebiutował 9 lutego 2014 w przegranym 0:1 meczu z SC Paderborn 07. Wszedł wówczas na boisko w przerwie meczu za Anthony'ego Ujaha. 30 marca strzelił pierwszego ligowego gola dla Köln – był autorem jedynej bramki w meczu z TSV 1860 Monachium. Gol padł w 85. minucie spotkania. W sezonie 2013/2014 wywalczył z tym klubem awans do Bundesligi. Pierwszego gola w najwyższej lidze niemieckiej strzelił 25 kwietnia 2015 w 83. minucie zremisowanego 1:1 spotkania z Bayerem 04 Leverkusen. Był to jego jedyny gol w tym sezonie; oprócz tego zanotował również asystę. W sezonie 2014/2015 rozegrał także 4 mecze w zespole rezerw tego klubu, w których strzelił 2 gole. W sezonie 2015/2016 wystąpił w 1 meczu drużyny rezerw, w którym strzelił 2 gole.

### 2016–2017: FC Heidenheim
W styczniu 2016 podpisał dwuipółletni kontrakt z 1. FC Heidenheim. Zadebiutował w tym klubie 6 lutego 2016 w wygranym 1:0 meczu z Fortuną Düsseldorf. W barwach zespołu strzelił 3 gole: 6 marca 2016 w wygranym 2:0 spotkaniu z FC St. Pauli, 1 kwietnia 2016 w wygranym 2:0 starciu z MSV Duisburg i 24 września 2016 w wygranym 3:0 pojedynku z 1. FC Kaiserslautern.

### 2017–2020: Vålerenga
W lutym 2017 podpisał czteroletni kontrakt z Vålerenga Fotball, co wzbudziło falę krytyki wśród kibiców Brann, jako że agent piłkarza obiecywał po jego odejściu z klubu w 2013 roku, że Finne nie zagra w żadnym innym norweskim klubie. Negatywne odczucia fanów potęgował fakt, że Vålerenga jest jednym z głównych rywali Brann. W nowym klubie zadebiutował 3 kwietnia 2017 w wygranym 1:0 meczu 1. kolejki Eliteserien z Viking FK, w którym strzelił gola. Kolejnego gola zdobył 23 kwietnia 2017 w wygranym 3:0 spotkaniu 5. kolejki z Sogndal Fotball. Następną bramkę strzelił trzy dni później w wygranym 8:0 meczu pierwszej rundy Pucharu Norwegii z Gran IL. Kolejnego gola zdobył 3 czerwca 2017 w wygranym 4:2 spotkaniu 12. kolejki z Tromsø IL. Następną bramkę strzelił 24 czerwca 2017 w wygranym 3:1 meczu 14. kolejki z Lillestrøm SK. Ostatecznie zakończył sezon z 4 golami w 24 spotkaniach ligowych oraz 1 bramką w 3 meczach Pucharu Norwegii.
W sezonie 2018 pierwszego gola strzelił 14 kwietnia w wygranym 6:1 meczu z IK Start, a następnego 9 maja w wygranym 2:1 spotkaniu Pucharu Norwegii z Skeid Fotball. Kolejną bramkę w lidze zdobył 26 maja w wygranym 1:0 spotkaniu z Lillestrøm SK, ustalając jego wynik w 95. minucie pojedynku. Następne 2 gole strzelił 14 czerwca w wygranym po rzutach karnych meczu z Tromsø IL (w regulaminowym czasie gry było 2:2, a dogrywka zakończyła się wynikiem 3:3). Kolejną bramkę zdobył 8 lipca w przegranym 1:5 meczu z Molde FK. Ostatecznie zakończył sezon z 10 golami w 25 meczach ligowych i 3 golami w 3 meczach Pucharu Norwegii.
W sezonie 2019 pierwszego gola strzelił 14 kwietnia w wygranym 4:1 meczu z Tromsø IL. 22 maja zdobył hat tricka w wygranym 5:0 meczu Pucharu Norwegii z Eidsvold FK. Na kolejnego gola w lidze czekał do 23 czerwca, kiedy pokonał bramkarza rywali w zremisowanym 1:1 spotkaniu z Sarpsborg 08 FF. Do bramki rywali trafiał również w dwóch kolejnych meczach – 30 czerwca z FK Haugesund (4:1) i 5 lipca z FK Bodø/Glimt (6:0). Następnego gola strzelił 29 września w spotkaniu z Ranheim Fotball, a kolejnego – w meczu następnej kolejki z Odds BK 5 października. Po raz ostatni pokonał bramkarza rywali w przedostatniej kolejce ligowej (ostatniej przed własną publicznością) – 24 listopada w przegranym 2:4 spotkaniu z Molde FK. Ostatecznie zakończył sezon z 8 golami w 29 meczach ligowych oraz 3 bramkami w 3 meczach Pucharu Norwegii.
W sezonie 2020 strzelił 8 goli w 26 meczach ligowych.

### 2021: SønderjyskE
W październiku 2020 podpisał trzyipółletni kontrakt z duńskim SønderjyskE, obowiązujący od 1 stycznia 2021. Zadebiutował w tym klubie 7 lutego 2021 w przegranym 0:1 meczu z Vejle BK. Trzy dni później strzelił gola w wygranym 2:1 meczu ćwierćfinałowym Pucharu Danii z Fremad Amager. Do końca sezonu jeszcze czterokrotnie wystąpił w pucharze Danii – w wygranym 4:1 rewanżu z Fremad Amager, dwóch meczach półfinałowych z FC Midtjylland oraz w przegranym 0:4 finale z Randers FC. Ponadto rozegrał 16 spotkań ligowych, jednak nie strzelił ani jednego gola.

### Od 2021: Powrót do Brann
W sierpniu 2021 podpisał czteroletni kontrakt z SK Brann. Do końca sezonu 2021 wystąpił w 15 spotkaniach, w których strzelił 4 gole. Brann zajęło czternaste miejsce w lidze z 26 punktami, przez co grało w barażach o utrzymanie z FK Jerv. Brann przegrało po serii rzutów karnych (w regulaminowym czasie gry było 1:1, a po dogrywce 4:4) i spadło do drugiej ligi.
Zespół z Bergen zdominował rozgrywki drugiej ligi i już po 23 kolejkach zapewnił sobie awans do Eliteserien, ostatecznie przegrywając tylko jeden mecz (w 27. kolejce) i wygrywając ligę z 81 punktami i przewagą 23 punktów nad drugim miejscem w tabeli. Finne został królem strzelców rozgrywek (ex aequo z Giftem Orbanem) z 16 golami. Ponadto, już po awansie do Eliteserien, Brann wygrało Puchar Norwegii, dzięki czemu awansowało do eliminacji Ligi Konferencji Europy.

## Kariera reprezentacyjna
W reprezentacji Norwegii U-15 zadebiutował w przegranym 0:3 meczu ze Szwecją 21 września 2010, a dwa dni później wystąpił w kolejnym spotkaniu z tym rywalem, tym razem wygranym 3:0. Miesiąc później znalazł się w składzie na turniej, w którym jego drużyna grała przeciwko Portugalii, Francji i Holandii. Ogółem w 2010 zagrał w pięciu meczach kadry U-15. W 2011 zagrał 11 meczów w reprezentacji U-16, w których strzelił 5 goli. W 2012 roku zadebiutował w reprezentacjach U-17 i U-18. W tej pierwszej rozegrał 11 spotkań i strzelił 4 gole, a w drugiej zdobył 7 bramek w 20 meczach. 4 lutego 2013 zadebiutował w kadrze U-19 przeciwko Turcji i strzelił dla niej 2 gole w meczach eliminacyjnych do Mistrzostw Europy 2013 z Holandią i Cyprem. Były to jego jedyne gole w tej reprezentacji, w której rozegrał 8 spotkań. 9 października 2014 zadebiutował w kadrze U-21 w wygranym 4:1 meczu z Irlandią i jako jedyny reprezentant Norwegii rozegrał całe spotkanie. Łącznie w reprezentacji U-21 wystąpił w 8 meczach i strzelił 1 gola – 16 czerwca 2015 w zremisowanym 2:2 meczu z Austrią.
W czerwcu 2023 został po raz pierwszy powołany do seniorskiej kadry na mecze eliminacji do Euro 2024 ze Szkocją i Cyprem. Zadebiutował w reprezentacji 20 czerwca w wygranym 3:1 spotkaniu z Cyprem.